# 滋賀県道547号西柳野高月線
滋賀県道547号西柳野高月線（しがけんどう547ごう にしやなぎのたかつきせん）は、滋賀県長浜市を通る一般県道である。

## 概要
長浜市高月町西柳野から長浜市高月町高月に至る。
西から長浜市の一部に向かって伸びる一直線の道路。

### 路線データ
- 起点：長浜市高月町西柳野（滋賀県道259号西阿閉東物部線）
- 終点：長浜市高月町高月（長浜市役所高月支所前交差点、国道8号交点）
- 総延長：2.3 km

## 地理

### 通過する自治体
- 長浜市

### 交差する道路
| 交差する道路                | 交差する場所 | 交差する場所                      |
| --------------------------- | ------------ | --------------------------------- |
| 滋賀県道259号西阿閉東物部線 | 高月町西柳野 | 起点                              |
| 国道8号                     | 高月町高月   | 長浜市役所高月支所前交差点 / 終点 |

### 沿線
- 木之本警察署 古保利警察官駐在所
- 姫塚古墳
- 長浜市民体育館、市民テニスコート
- 長浜市立高月小学校、高月幼稚園
- 日本電気硝子物流サービス
- 長浜市役所 高月支所
- 長浜市立高月中学校
- NTT西日本 彦根支店高月別館